# Itapé
Itapé là một đô thị thuộc bang Bahia, Brasil. Đô thị này có diện tích 443,27 km², dân số năm 2007 là 13906 người, mật độ 31,4 người/km².